# Erzsébet Abaffy
Erzsébet Abaffy (n. 11 martie 1928, Budapesta, Regatul Ungariei – d. 19 februarie 2023) a fost o lingvistă și scriitoare maghiară.

## Biografie
A fost absolventă a Facultății de Filologie a Universității din Debrețin, secția maghiară-latină; a fost, începând din anul 1952 asistent, lector, profesor universitar la Universitatea din Budapesta. A fost doctor docent al științelor lingvistice.
Aria cercetărilor sale lingvistice a fost cea a istoriei evoluției dialectelor, evoluția limbii și gramaticii maghiare.
A fost redactoarea periodicului de lingvistică Nyeltudományi Értekezések (Comunicări de Știința Lingvisticii). A fost unul din conducătorii grupului de lucru care elaborează lucrarea de mare anvergură Magyar történeti nyelvtan (Gramatica istorică a limbii maghiare).
A fost soția lui Péter Egri.

## Opere
- 1953 Író és nyomdász viszonya a XVI. században (Raportul dintre autor și tipograf în secolul al XVI-lea)-monografie
- 1957 Balassi Zsigmond: Lovak orvossága
- 1965 Sopron megye nyelve a XVI században (Dialectul județului Sopron în secolul XVI.)-tratat
- 1965 Szöveggyűjtemény a nyelvészeti kötelező irodalom területéről I-II.
- Dunántúli missilisek a XVI. századból., 1968;
- XVI. századi nyugat-dunántúli missilisek helyesírásáról, 1969;
- Magyar nyelvtörténet. Tanulmánygyűjtemény I-II.,1976;
- Bárczi Géza: A Halotti Beszéd nyelvtörténeti elemzés, 1982;
- Török Bálint deákjának, Martonfalvay Imrének naplótöredéke (1555) és emlékirata (1585), 1986;
- Bárczi Géza: A magyar igeragozás története, 1990;
- Magyar nyelvű kortársi feljegyzések Erdély múltjából. Szamosközy István történetíró kézirata , 1991;
- Az ősmagyar fonémarendszer történetéhez, 1991;
- Bárczi Géza és a magyar hangtörténet, 1991;
- Középkori leveleink 1541-ig,  1991;
- A magyar nyelv történeti nyelvtana I. köt. A korai ómagyar kor és előzményei , 1991; II/1.
- A kései ómagyar kor morfematika,1992;
- Lázár Zelma-kódex. A XVI. század eleji nyelvemlék hasonmása és betűhű átirata bevezetéssel és jegyzetekkel , 1992;
- Székelyudvarhelyi kódex 1526-1528. A nyelvemlék hasonmás és betűhű átirata, 1993;
- Bárczi Géza emlékkönyv születésének 100. évfordulója alkalmából, szerk. [Szathmári Istvánnal, B. Lőrinczy Évával], 1994.